# 점보 (밴드)
점보는 69년 밀라노에서 결성된 프로그레시브 록 밴드이다.

## 개요
밴드는 밀라노의 작곡가 알바로 펠라가 만들었는데 그의 별명이 점보여서 그대로 밴드명이 되었다.
그들은 누메로 우노 레이블과 계약하고 커버곡 싱글을 두장 발매했다. 그러던 중 펠라는 필립스와 계약을 했는데 그는 점보의 멤버들을 모아 녹음하다가 결국 1집은 점보 명의로 나왔다. 앨범은 전체적으로 어쿠스틱해서 알바로 펠라의 솔로앨범같은 느낌도 있었다.
이런 실패를 딛고 만든 2집 DNA는 높은 평가를 받았던 밴드의 실질적인 데뷔작이다. 3집 Vietato ai minori di 18 anni?는 프랑코 바띠아또의 도움을 받아 아방가르드 성향이 반영된 앨범이다. 가사는 동성애와 사회적 고독을 다루었다.
밴드는 76년까지도 공연을 했지만 이후 해산했고 83년에 잠시 모여 앨범을 제작했다.

## 음반목록
- 1972 – Jumbo
- 1972 – DNA
- 1973 – Vietato ai minori di 18 anni?
- 1990 – Live
- 1992 – 1983 - Violini d'autunno
- 2001 – 1991-2001: Passing By